# Brygada Marada
Brygada Marada – chrześcijańska formacja zbrojna, istniejącą w okresie wojny domowej w Libanie; obecnie partia polityczna Ruch Marada (El Marada) wchodząca w skład Sojuszu 8 Marca oraz Bloku Zmian i Reform (3 deputowanych). Główny bastion Marady znajduje się w północnolibańskim mieście Zagharta. Nazwa organizacji nawiązuje do średniowiecznych syryjskich wojowników.
Brygada Marada powstała jako osobista milicja maronickiego prezydenta Sulajmana Farandżijji. Kierowana była przez jego syna, Tony’ego. W szczytowym okresie rozwoju liczyła 3500 członków. Organizacja wchodziła w skład prawicowego Frontu Libańskiego i jego zbrojnego ramienia – Sił Libańskich. Po zamordowaniu w czerwcu 1978 r. przez falangistowskie komando Tony’ego Farandżijji przywództwo objął jego brat – Robert, a następnie syn – Sulajman Farandżijja Jr. El Marada opowiada się za polityką prosyryjską.